# Àngela Benet Tolsà de Ripoll
Àngela Benet Tolsà de Ripoll (València, c. 1476 - Seròs, el Segrià - 1538) fou una noble valenciana.

## Biografia
Neix a València cap al 1476, filla de Joan Tolsà de Ripoll, senyor de Beniarjó, Pardines i l'heretat de Vernissa, i de Beatriu Ros. El 1489, mort el seu pare, es converteix en hereva de les seves propietats; Beatriu és nomenada tutora i curadora d'Àngela i usufructuària i administradora dels seus béns. El setembre de 1490 Beatriu firma, d'amagat seu, els capítols matrimonials entre la noia, de 14 anys acabats de fer, i Ramon de Boïl, que en té 10 o 11. Del matrimoni es deriva un procés de divorci en el qual compareixen nombrosos testimonis que ens faciliten molts detalls de la vida d'Àngela.
Un any més tard se celebren els esponsalicis a Beniarjó. Els testimonis de la part dels Boïl mostren una Àngela predisposada i contenta amb els regals que rep. Els testimonis de la part d'Àngela reiteren la seva negativa tossuda i afirmen que consentí al matrimoni enganyada per la seva mare. Àngela i Ramon no viuen junts però es visiten sovint. Àngela es mostra amorosa amb ell, segons alguns, o el rebutja amb fàstic segons altres. El 1497, complerts els 16 anys de Ramon, Àngela presenta demanda de divorci a la cúria eclesiàstica de València. El procés dirimirà si el matrimoni és vàlid: si els contraents hi donaren llur consentiment i si es consumà o no. Mentrestant Àngela, que havia estat reclosa, és raptada pels homes dels Boïl per tal de consumar, per força, el matrimoni. El 1498 se sentencia a favor d'Àngela, però els Boïl apel·len al papa Alexandre VI.
Un any després, Gastó de Montcada, marit d'Àngela, actua com a procurador seu a la cúria papal, que el 1500 sentencia de nou a favor d'ella. No sabem d'on prové Gastó de Montcada, és possible que fos clergue a Tortosa, on el seu oncle –Guillem Ramon de Montcada– era prior i que això li facilités contactes amb la justícia eclesiàstica, fet que el podria fer coincidir amb Àngela, immersa de ple en el procés de divorci. La documentació mostra a Gastó, Àngela i Beatriu actuant a vegades junts i a vegades separats, en la defensa i consolidació del patrimoni Tolsà: per no perdre les antigues possessions de Beniarjó i Pardines i per assegurar-se la baronia recent adquirida de Palma i Ador. El 1508 mor Beatriu.
Gastó i Àngela tenen, com a mínim, tres fills. Viuen principalment a València, en una casa coneguda pel seu ambient cortesà i on també creix l'escriptor Cristòfor Despuig. El 1516 enviuda i es converteix en usufructuària dels béns del seu marit i tutora del seu fill Joan, l'hereu. Des de llavors Àngela actua com a decidida senyora de les seves propietats: s'enfronta als seus cosins que li reclamen els llocs de Beniarjó i Pardines; denuncia els habitants de Gandia que van atacar els seus vassalls sarraïns i el seu trapig de Pardines; i el 1525 inicia una causa contra els agermanats, que el 1521 li saquejaren el castell de Beniarjó i li robaren les pertinences a Gandia, on s'havia refugiat. El 1524 dicta testament, fa hereu universal el seu fill Joan i demana ser enterrada a la capella dels Montcada del Monestir del Remei de València, al costat de Gastó i del seu fill Pere. Mor el 1538 a Seròs, a la casa dels Montcada, on vivia amb el seu fill Joan i la seva nora Anna de Cardona, pares del primer comte d'Aitona.
Àngela, com a filla i hereva, acata fins a cert punt la voluntat de la seva mare, que actua probablement per mantenir el projecte patrimonial que van dissenyar amb Joan de Tolsà, i n'aprèn. Com a senyora i vídua actua fermament. Esdevé una dona amb clara consciència de propietària (mor envoltada d'imatges sagrades i de les escriptures de les seves propietats), que no dubta a enfrontar-se a bàndols nobiliaris, ducs i viles per defensar el que és seu i continuar endavant.